# 阿爾豐薩斯·帕利奧尼斯
阿爾豐薩斯·帕利奧尼斯（1905年2月16日—1957年5月8日）是立陶宛的一位昆蟲學家，為立陶宛昆蟲學研究的先驅。

## 生平

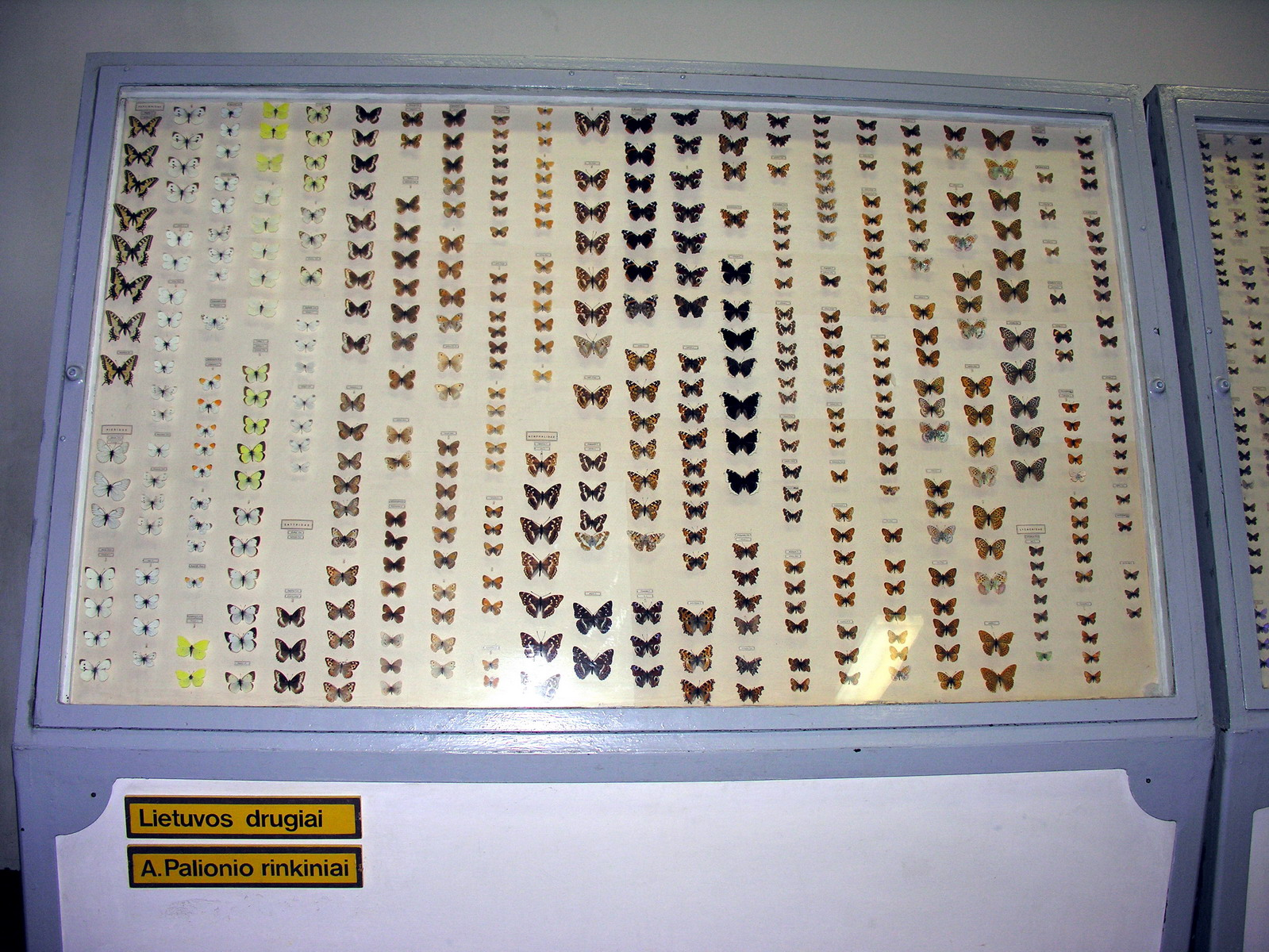
帕利奧尼斯收藏的蝴蝶標本，現於考那斯的塔達斯·伊瓦納斯卡斯動物學博物館展出

阿爾豐薩斯·帕利奧尼斯於1905年出生於維爾紐斯，約1912年隨父母遷至故鄉帕內韋日斯縣，1925年畢業於瑙亞米埃斯蒂斯的中學，進入立陶宛大學（今维陶塔斯·马格努斯大学）學習生物學，於1929年獲學士學位，期間曾為動物學家塔達斯·伊瓦納斯卡斯實驗室的助手，並協助管理其博物館的昆蟲學部門，1931年至1932年隨伊瓦納斯卡斯至巴西考察，採集近12000件昆蟲標本，整理後收藏於博物館中。1939年帕利奧尼斯擔任維爾紐斯大學動物學系的講師，1944年遷居德國，直到1957年才回到立陶宛，並於同年5月8日逝世，葬於帕內韋日斯縣的瑙亞米埃斯蒂斯墓園。

## 研究
帕利奧尼斯最重要的著作為1932年出版的《立陶宛蝴蝶相大全》（Įdėlis Lietuvos drugių faunai pažinti），書中介紹了958種蝴蝶，另外還與人合著關於菸草病蟲害的著作，在許多雜誌上撰文，並參與編寫《立陶宛百科全書》。此外他在立陶宛各地調查甲蟲物種並收集標本，新紀錄了351種分布於立陶宛的甲蟲。

## 紀念
微蛾属物種帕利奧尼斯氏微蛾（Stigmella palionisi，1984年發表，分布於俄羅斯遠東地區）的種小名即為紀念阿爾豐薩斯·帕利奧尼斯。